# Kereta Api Indonesia
La Kereta Api Indonesia, e spesso abbreviato in KAI (in italiano: Ferrovie della Indonesia) è l'azienda pubblica che gestisce il trasporto ferroviario nella Repubblica di Indonesia, ed è alle dipendenze del Ministero della Trasporti.
Attualmente, i treni in Indonesia sono disponibili a Sumatra e Giava.